# 安东尼诺·拉古萨
安东尼诺·拉古薩（義大利語：Antonino Ragusa；1990年3月27日—）是一位意大利足球運動員。在場上的位置是中場。他曾效力於意乙球隊維琴察。